# Buid-Schrift

Schriftbeispiel

Die Buid-Schrift oder Buhid-Schrift ist eine Brahmi-Schrift, die für die von den Mangyan gesprochene Buid-Sprache verwendet wird. 
Sie zählt zu den vier philippinischen Schriften (Tagalog, Hanunó'o, Buid, Tagbanuwa), die 2002 mit Version 3.2 in den Unicode-Standard aufgenommen wurden (Unicode-Block Buid).